# Garendon Abbey
Garendon Abbey (Geroldonia) ist eine ehemalige Zisterziensermönchsabtei rund 3 km westlich von Loughborough in Leicestershire in England und 1,5 km nördlich der Straße A 512.

## Geschichte
Das Kloster wurde 1133 von Robert de Beaumont, 2. Earl of Leicester, genannt le Bossu, wohl als Tochterkloster von Waverley Abbey im Charnwood Forest gestiftet und gehörte damit der Filiation von Cîteaux an. Es gründete die Tochterklöster Bordesley Abbey (1138) und Biddlesden Abbey (1147). Das Kloster betrieb in beträchtlichem Ausmaß, u. a. in den Grangien von Rempstone und Swannington, die Schafzucht. Die Klosterbauten wurden im 12. und 14. Jahrhundert errichtet. 1219 wurde die Kirche geweiht. Das Heilige Kreuz von Garendon war im 16. Jahrhundert ein Wallfahrtsziel. 1536 wurde das Kloster, das noch 14 Mönche zählte und dessen Jahreseinkommen mit 159 Pfund bewertet wurde, aufgelöst und dem Earl of Rutland übertragen. Teile der Klostergebäude wurden beim Bau des Hauses Garendon Hall verwendet, das George Villiers, 2. Duke of Buckingham, 1684 an die Familie Phillipps de Lisle verkaufte. Das Herrenhaus wurde 1742 und 1864 von E. W. Pugin umgebaut. 1964 wurde das Haus abgebrochen und seine Steine dienten als Baumaterial für die Autobahn M 1. Der Plan der Anlage wurde seither teilweise durch Ausgrabungen aufgedeckt.

## Bauten und Anlage
Von Garendon Hall ist nur ein Eingang mit einem Glockentürmchen erhalten. Der Kapitelsaal ist durch Markierungen im Boden sichtbar gemacht. Auch Teile des Dormitoriums und des Querschiffs der Kirche wurden ausgegraben, aber wieder zugeschüttet. Soweit erkennbar, war das Kloster eine regelmäßige Anlage nach dem bernhardinischen Plan, mit einer kreuzförmigen, rechteckig geschlossenen Kirche im Norden und der Klausur im Süden. Der Kapitelsaal an der Ostseite war halbkreisförmig geschlossen, das Dormitorium lag südlich von ihm. Garendon Hall stand an der Stelle des westlichen Laienbrüderflügels.